# Slottsskogen, Håbo kommun
Slottsskogen är en tätort i Skoklosters socken i Håbo kommun, i Skoklosters socken i Uppsala län.
1990 bildades en småort med beteckningen Håbo:4 och småortskod S1117 i det som idag är västra delen av Slottsskogen. 1995 hade detta område växt samman med tätorten. Småorten hade 194 invånare över 34 hektar.

## Befolkningsutveckling
| Befolkningsutvecklingen i Slottsskogen 1980–2020          | Befolkningsutvecklingen i Slottsskogen 1980–2020 | Befolkningsutvecklingen i Slottsskogen 1980–2020 | Befolkningsutvecklingen i Slottsskogen 1980–2020 | Befolkningsutvecklingen i Slottsskogen 1980–2020 |
| --------------------------------------------------------- | ------------------------------------------------ | ------------------------------------------------ | ------------------------------------------------ | ------------------------------------------------ |
|                                                           |                                                  |                                                  |                                                  |                                                  |
| År                                                        |                                                  |                                                  | Folkmängd                                        | Areal (ha)                                       |
| 1980                                                      | 1980                                             |                                                  | 369                                              |                                                  |
| 1990                                                      | 1990                                             |                                                  | 416                                              | 62                                               |
| 1995                                                      | 1995                                             |                                                  | 1 197                                            | 160                                              |
| 2000                                                      | 2000                                             |                                                  | 1 325                                            | 160                                              |
| 2005                                                      | 2005                                             |                                                  | 1 431                                            | 160                                              |
| 2010                                                      | 2010                                             |                                                  | 1 492                                            | 167                                              |
| 2015                                                      | 2015                                             |                                                  | 1 506                                            | 165                                              |
| 2020                                                      | 2020                                             |                                                  | 1 746                                            | 171                                              |
| Anm.: Ny tätort 1980. Småorten Håbo:4 sammanfogades 1995. |                                                  |                                                  |                                                  |                                                  |